# エグバ族
エグバ族（エグバぞく、Egba）は、ナイジェリアに住む西アフリカ系黒人部族。

## 居住地
ナイジェリア西部、イバダン地区の熱帯雨林地帯に住んでいる。住区や家族居住区に分かれた町や村に住む。

## 生活
ヤムイモとキャッサバを主食としている。
交易が経済に重要な地位を占め、定期的な市も何か所か存在する。
それぞれ君主と長老の会議を持つ国家が幾つかあるが、いずれの君主も支配権は弱い。なんらかの秘密結社に属するものが多く、この秘密結社が君主たちの権力の障害になっている。